# 贡当乡
贡当乡（藏語：གུང་ཐང་），是中华人民共和国西藏自治区日喀则市吉隆县下辖的一个乡镇级行政单位。

## 行政区划
贡当乡下辖以下地区：
贡当村、汝村、樟村和康北村。

## 中国传统村落
2012年，汝村被评为首批“中国传统村落”。